# Sant’Angelo Romano
Sant'Angelo Romano település Olaszországban, Lazio régióban, Róma megyében. Lakosainak száma 4920 fő (2023. január 1.). Sant’Angelo Romano Fonte Nuova, Guidonia Montecelio, Mentana és Palombara Sabina községekkel határos.

## Népesség
A település lakossága az elmúlt években az alábbi módon változott:
| Lakosok száma | 5017 | 4987 | 4920 |
|               | 2017 | 2018 | 2023 |